# Ramal C6 del Ferrocarril Belgrano
El Ramal C6 pertenece al Ferrocarril General Belgrano, Argentina.

## Ubicación
Se ubica en las provincias del Chaco y de Santa Fe

## Características
Es un ramal de la red de vía estrecha del Ferrocarril General Belgrano, cuya extensión es de 215 km entre las cabeceras General Pinedo y Tostado.

## Servicios
Se encuentra habilitado para el tránsito de formaciones de pasajeros, el tramo entre General Pinedo y Chorotis en la Provincia del Chaco. Estos servicios están a cargo de la empresa estatal Trenes Argentinos Operaciones.